# Округ Ист Батон Руж (Луизијана)
Ист Батон Руж (енгл. East Baton Rouge Parish) је округ у америчкој савезној држави Луизијана.

## Демографија
По попису из 2010. године број становника је 440.171, што је 27.319 (6,6%) становника више него 2000. године.
| Група             | 2000.           | 2010.           |
| Белци             | 227.445 (55,1%) | 206.664 (47,0%) |
| Афроамериканци    | 165.526 (40,1%) | 199.505 (45,3%) |
| Азијати           | 8.585 (2,1%)    | 12.367 (2,8%)   |
| Хиспаноамериканци | 7.363 (1,8%)    | 16.274 (3,7%)   |
| Укупно            | 412.852         | 440.171         |